# Șoseaua Kiseleff
Șoseaua Kiseleff è un'importante strada di Bucarest, nel Settore 1. Questa lunga strada collega Piața Victoriei a Piața Presei Libere. La strada è stata nominata in onore del conte Pavel Dmitrievič Kiselëv che ha guidato l'amministrazione militare russa in Romania tra il 1829 e il 1834.

## Storia
La strada è stata creata nel 1832 da Pavel Dmitrievič Kiselëv, il comandante delle truppe di occupazione russe in Valacchia e Moldavia. Il nome è stato convertito da Kiselyov a Kiseleff, utilizzando la traslitterazione francese dei nomi russi in quel momento.
L'8 novembre 1941, dopo che l'esercito romeno è subentrato nell'Operazione Barbarossa, vi furono sfilate di truppe presso l'Arco di Trionfo di fronte a Re Michele I e al Presidente del Consiglio dei ministri, il maresciallo Ion Antonescu. Șoseaua Kiseleff, è stata rinominata da re Michele.
La zona non è stata interessata dai piani di sistematizzazione e demolizione di Nicolae Ceaușescu, e conserva ancora edifici precedenti alla seconda guerra mondiale.

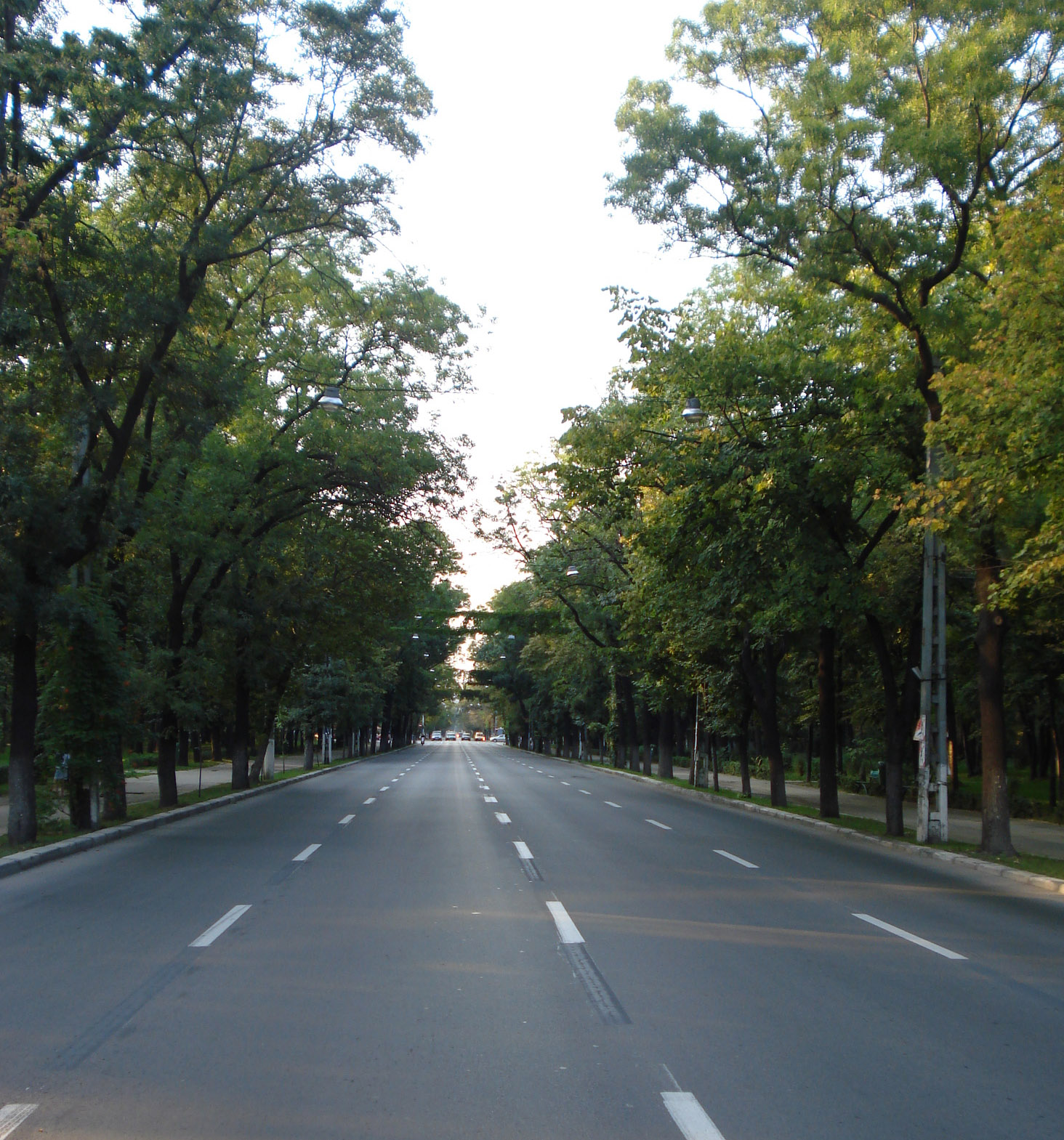
Șoseaua Kiseleff

## Descrizione
Piața Victoriei (Piazza della Vittoria) e 
Piața Presei Libere (Piazza della Stampa libera) si distinguono nei suoi due punti estremi. La strada ha numerosi musei, parchi (Parco Kiseleff e il Parco Herăstrău), grandi residenze, e l'Arcul de Triumf lungo di essa tra questi due punti.

### Edifici degni di nota
Gli edifici notevoli su Șoseaua Kiseleff includono:
- Museo nazionale del contadino romeno
- Museo di geologia
- Museo nazionale di storia naturale "Grigore Antipa"
- Museo nazionale del villaggio "Dimitrie Gusti"
- La sede del Partito Social Democratico
- Palatul Prințului Moștenitor, sede della Banca ING Group

Ambasciate
Le ambasciate di:
- Bielorussia
- Perù
- Canada
- Russia
- Residenza dell'Ambasciatore degli Stati Uniti d'America